# Wilco
A Wilco amerikai rockegyüttes, amely 1993-1994-ben alakult meg Chicagóban, és egészen a mai napig aktív. Főleg alternatív rockot játszik, de zenéjére megtalálhatók a kísérleti rock, art rock, indie rock és alternatív country műfaji jellegzetességei is. Eddigi karrierje során 10 nagylemezt, öt középlemezt, három koncertalbumot és négy videóalbumot jelentetett meg, melyek hét Grammy-jelölést, és egy Grammy-díjat hoztak a zenekarnak. A Wilco jelentős együttesnek számít az alternatív rock műfajban. Stilisztikai hasonlóságuk alapján az "amerikai Radioheadnek" is nevezik a zenekart.

## Történet
A Wilco a viszonylag rövid életű, 1987-ben Jay Farrar, Jeff Tweedy és Mike Heidorn által alapított Uncle Tupelo nevű alternatívcountry-együttes felbomlása után alakult meg. A feloszlott Uncle Tupelo tagjai Jeff Tweedyvel megalapították a Wilcót, amely nevét a "will comply" kifejezés rövidítéséből kapta. A zenekar második és negyedik nagylemezei is bekerültek az 1001 lemez, amit hallanod kell, mielőtt meghalsz című könyvbe. Jellemző a zenekarra továbbá a kísérletezés is. Maga a Wilco legnagyobb zenei hatásaként a hatvanas és hetvenes években alakult együtteseket jelölte meg.
A neves dzsesszgitáros, Nels Cline 2004-ben csatlakozott a zenekarhoz. A Wilco már vele kiegészülve jelentette meg A Ghost Is Born című lemezét, amely az együttes első top 10-be került albuma volt. Az anyag A legjobb alternatív lemez (Best Alternative Music Album) Grammy-díját nyerte el, illetve az album tervezője, Peter Buchanan-Smith is Grammyt kapott A legjobb albumterv (Best Package Design) kategóriában.
Lemezeiket a DBpm Records, Reprise Records, Nonesuch Records kiadók jelentetik meg.

## Tagok

### Jelenlegi tagok
- John Stirratt – basszusgitár, vokál (1994-)
- Jeff Tweedy – ének, ritmusgitár, akusztikus gitár, basszusgitár, harmonika (1994-)
- Glenn Kotche – dobok, ütős hangszerek (2001-)
- Mikael Jorgensen – billentyűk, szintetizátorok, hang effektek, zongora, orgona (2002-)
- Nels Cline – gitár (2004-)
- Pat Sansone – billentyűk, ritmusgitár, ének, szintetizátorok, egyéb hangszerek (2004-)

### Korábbi tagok
Ken Coomer, Brian Henneman, Max Johnston, Jay Bennett (2009-ben elhunyt), Bob Egan és Leroy Bach.

## Diszkográfia

### Stúdióalbumok
- A.M. (1995)
- Being There (1996)
- Summerteeth (1999)
- Yankee Hotel Foxtrot (2001)
- A Ghost is Born (2004)
- Sky Blue Sky (2007)
- Wilco (the Album) (2009)
- The Whole Love (2011)
- Star Wars (2015) (Megjegyzés: a tagok kijelentették egy interjúban, hogy az albumnak semmi köze a filmhez.)
- Schmilco (2016)
- Ode to Joy (2019)
- Cruel Country (2022)
- Cousin (2023)

## Külső hivatkozások
- Allmusic biography
- Rolling Stone